# Dukuh Timur
Dukuh Timur is een bestuurslaag in het regentschap Pamekasan van de provincie Oost-Java, Indonesië. Dukuh Timur telt 2565 inwoners (volkstelling 2010).